# Цилостазол
Цилостазол (лат. Cilostazolum, англ. Cilostazol) — синтетичний препарат, який є похідним хінолонів та належить до групи інгібіторів фосфодіестерази. Цилостазол застосовується виключно перорально. Цилостазол синтезований в Японії в лабораторії фірми «Otsuka Pharmaceutical Co.», та початково випускався під торговельною маркою «Плетал».

## Фармакологічні властивості
Цилостазол — синтетичний препарат, що є похідним хінолонів та належить до групи інгібіторів фосфодіестерази. Механізм дії препарату полягає у збільшенні концентрації в тромбоцитах циклічного АМФ, завдяки чому знижується їх здатність до агрегації. Цилостазол має також судинорозширюючий ефект, а згідно з експериментальними даними, гальмує ріст клітин гладких м'язів, пригнічуючи в них синтез ДНК, та інгібує реакцію вивільнення тромбоцитарного фактору росту та PF-4 у тромбоцитах. Згідно з результатами клінічних досліджень, цилостазол зменшує кількість рестенозів непокритих лікарськими засобами стентів, у тому числі як коронарних, так і каротидних. Згідно з результатами цих досліджень, застосування цилостазолу в комбінації з аспірином є ефективнішим у профілактиці рестенозу стента, ніж застосування тиклопідину з аспірином. Цилостазол також є ефективнішим за аспірин у профілактиці геморагічних інсультів, та ефективним у лікуванні переміжної кульгавості у хворих із облітеруючим атеросклерозом артерій нижніх кінцівок. Проте згідно з рекомендаціями Європейського агентства з лікарських засобів, застосування цилостазолу рекомендовано обмежити у зв'язку із високою частотою побічних ефектів препарату — збільшення ризику серйозних серцево-судинних подій та збільшення частоти кровотеч.

### Фармакокінетика
Цилостазол швидко всмоктується після перорального застосування, біодоступність препарату не досліджена. Цилостазол майже повністю (на 95—98 %) зв'язується з білками плазми крові. Метаболізується препарат у печінці із утворенням активних метаболітів. Виводиться препарат із організму переважно із сечею (до 70 %), частково виводиться з калом. Період напіввиведення цилостазолу становить 10,5 годин, цей час збільшується в осіб із нирковою недостатністю, даних за зміну цього часу в хворих із печінковою недостатністю немає.

## Показання до застосування
Цилостазол застосовується для лікування пацієнтів з переміжною кульгавістю при захворюваннях артерій нижніх кінцівок без ознак некрозу тканин нижніх кінцівок, та при відсутності в них болю у стані спокою.

## Побічна дія
При застосуванні цилостазолу найчастішими побічними ефектами, згідно даних FDA, є головний біль (27—34 % у залежності від дози препарату), діарея (12—19 %) та інші порушення стільця (12—15 %), серцебиття (5—10 %), головокружіння (9—10 %), периферичні набряки (7—9 %), інфекції верхніх дихальних шляхів (а також риніт та фарингіт, до 10—14 %), тахікардія (4 %), диспепсія (6 %), біль у животі (4—5 %). Серед інших побічних ефектів також можуть спостерігатися:
- З боку шкірних покривів та алергічні реакції — часто висипання на шкірі, свербіж шкіри; дуже рідко синдром Стівенса-Джонсона, синдром Лаєлла, кропив'янка, екзема, гіпертермія.
- З боку нервової системи — нечасто гіпестезії, нервозність, парези, безсоння, незвичні сновидіння, шум у вухах.
- З боку травної системи — часто нудота, блювання, метеоризм; рідко гепатит, порушення функції печінки, жовтяниця.
- З боку серцево-судинної системи — часто аритмії, тахікардія, стенокардія; нечасто ортостатична артеріальна гіпотензія, артеріальна гіпертензія, інфаркт міокарду, фібриляція передсердь, застійна серцева недостатність, крововиливи у внутрішні органи.
- З боку сечовидільної системи — рідко ниркова недостатність, гематурія, поллакіурія.
- Зміни в лабораторних аналізах — тромбоцитопенія, тромбоцитоз, анемія, лейкопенія, агранулоцитоз, панцитопенія, підвищення рівня креатиніну та сечовини в крові, підвищення рівня сечової кислоти в крові, гіперглікемія, подовження часу кровотечі.

## Протипокази
Цилостазол протипоказаний при підвищеній чутливості до препарату, при важкій нирковій недостатності та печінковій недостатності, застійній серцевій недостатності, шлуночковою тахікардією, фібриляції шлуночків, подовженні інтервалу QT на ЕКГ, при гострій кровотечі та схильності до кровотеч, у період вагітності та годування грудьми, геморагічному інсульті.

## Форми випуску
Цилостазол випускається у вигляді таблеток по 0,05 та 0,1 г.

## Генерики та синоніми
Плетаал, ЕНДАСТАЗОЛ, КЛАУДІЕКС, КРУРОВІТ, ПЛЕСТАЗОЛ, ПЛЕТОЛ 